# Orthogonis ornatipennis
Orthogonis ornatipennis là một loài ruồi trong họ Asilidae. Orthogonis ornatipennis được Macquart miêu tả năm 1850. Loài này phân bố ở miền Australasia.